# Lang, Leibnitz
Lang là một đô thị thuộc huyện Leibnitz trong bang Steiermark, nước Áo. Đô thị Lang, Leibnitz có diện tích 15,66 km², dân số cuối năm 2005 là 286 người. 
Đô thị này gồm các làng Göttling, Lang, Langaberg, Dexenberg, Schirka, Stangersdorf và Jöß.